# Musculus hyoglossus

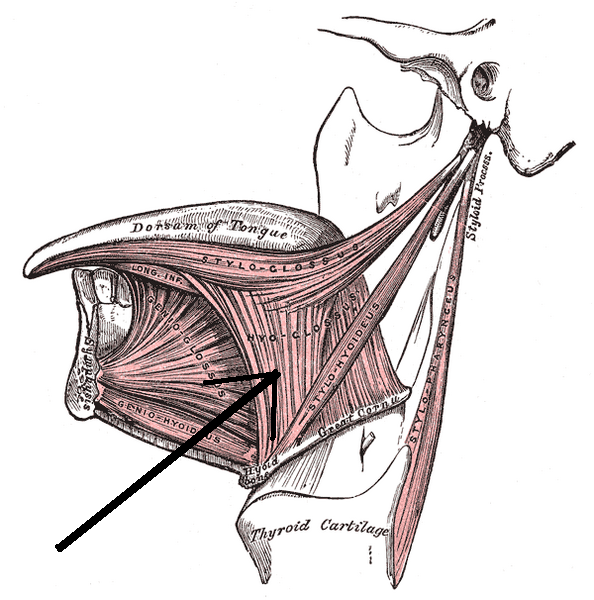
A nyelvet alkotó izmok (A nyíl mutatja a hyoglossust)

A musculus hyoglossus egy vékony, apró izom, mely a nyelvet alkotja.

## Eredés, tapadás, elhelyezkedés
A nyelvcsont (os hyoideum) magnus cornu nevezetű részéről ered és függőlegesen fut bele a nyelvbe a musculus styloglossus és a musculus longitudinalis inferior linguae között.

## Funkció
Az éneklésnél van fontos szerepe. Süllyeszti a nyelvet.

## Beidegzés, vérellátás
A nervus hypoglossus idegzi be. Az arteria lingualis arteria sublingualis nevű ága és az arteria facialis arteria submentalis nevű ága látja el vérrel

## Külső hivatkozások
- Kép, leírás
- Kép
- Fül-orr-gége